# 劉休祐
晋平剌王劉休祐（445年—471年4月1日），名不詳，字休祐，以字行，宋文帝劉义隆第十三子，母為邢美人。

## 生平
宋孝武帝孝建二年七月癸巳（455年8月2日），封山阳王，食邑二千户。大明元年（457年），任散骑常侍，领长水校尉。六月辛巳（455年7月10日），改任东扬州刺史。六月丁亥（7月16日），改任湘州刺史，加号征虏将军。大明四年（460年），改任秘书监，领右军将军，增邑一千户。后改任侍中，又改任左中郎将，都官尚书；又改任秘书监，领骁骑将军。
宋前废帝永光元年正月戊午（465年3月7日），改任使持节、都督豫州、司州、南豫州之梁郡诸军事、右将军、豫州刺史。景和元年九月辛亥（465年10月26日），进号镇西大将军。十月乙酉（11月29日），改任散骑常侍、镇军大将军，开府仪同三司。废帝刘子业荒淫残暴，将诸叔父召进宫，囚于殿内，殴捶凌曳。湘东王劉彧、建安王刘休仁、山阳王劉休祐的形体都很肥壮，刘子业把他们分别装入竹笼称量体重，劉彧最肥，起号为“猪王”，劉休仁号为“杀王”，劉休祐号为“贼王”。
景和元年十一月二十九日（466年1月1日），刘子业被寿寂之杀死。泰始元年十二月丙寅（466年1月9日），劉彧即皇帝位，是为宋明帝。十二月辛巳（466年1月24日），改任都督江、郢、雍、湘五州、江州刺史。泰始二年正月壬辰（466年2月4日），改任都督江州、南豫州、司州、南豫州刺史。正月七日（2月7日），邓琬等人在江州奉刘子勋为帝。辛亥（2月23日），改任都督豫、江、司三州、豫州刺史，统众军西讨刘子勋。九月壬辰（10月2日），改任都督荆、湘、雍、益、梁、宁、南秦、北秦八州诸军事、荆州刺史，增封食邑二千户，仅受五百户。泰始四年四月己卯（468年5月11日），改封晋平王。泰始五年闰十一月戊子（470年1月10日），改任都督南徐、南兗、兗、青、徐、冀六州诸军事、南徐州刺史。
宋明帝晚年，猜忌兄弟，懷疑他們未來會奪取兒子劉昱的皇位。泰始七年二月甲寅（471年4月1日），劉休祐被劉彧设计杀害，享年二十七岁，谥剌，追赠司空。五月丙戌（7月2日），劉休祐被追免为庶人。

## 家庭

### 母
邢美人，宋文帝的妃嫔，被封为美人，后为山阳太妃。

### 子
劉休祐被追免为庶人后，诸子被免去官爵，徙往晋平郡。废帝元徽元年（473年），召还京都。顺帝升明三年（479年），一并被萧道成所杀。
- 刘士荟：早卒
- 刘宣翊：晋平国世子，被废
- 刘士弘：封鄱阳王，出继鄱阳哀王刘休业，后被废
- 刘宣彦：封原丰县侯，后被废
- 刘宣谅
- 刘宣曜：封南平王，出继南平穆王刘铄，后被废
- 刘宣景
- 刘宣梵
- 刘宣觉
- 刘宣受
- 刘宣则
- 刘宣直
- 刘宣季